# Équipe de France de rugby à XV au Tournoi des Cinq Nations 1970
Navigation
Équipe de France au Tournoi 1968 Équipe de France au Tournoi 1973
L'équipe de France a remporté le Tournoi des Cinq Nations 1970, à égalité avec l'équipe du pays de Galles, ayant gagné trois matchs et perdu celui contre le pays de Galles à Cardiff. L’équipe de France était conduite par son capitaine Christian Carrère.
Pierre Villepreux a été le meilleur réalisateur français avec les quatorze points réussis contre les Anglais.
Vingt-quatre joueurs ont contribué à ce succès.

## Les joueurs

### Première Ligne
- Jean-Louis Azarete
- Jean Iraçabal
- René Bénésis
- Michel Lasserre

### Deuxième Ligne
- Jean-Pierre Bastiat
- Élie Cester
- Jean Le Droff

### Troisième Ligne
- Christian Carrère (capitaine)
- Benoît Dauga
- Gérard Viard
- Paul Biémouret

### Demi de mêlée
- Gérard Sutra
- Marcel Puget
- Michel Pebeyre

### Demi d’ouverture
- Lucien Pariès
- Jean-Louis Bérot

### Trois quarts
- Roger Bourgarel
- Jean Trillo
- Jean-Pierre Lux
- Alain Marot
- Jean Sillières
- Jack Cantoni
- Jean-Marie Bonal

### Arrière
- Pierre Villepreux

## Résultats des matches
Les quatre matches de l'équipe de France sont joués le samedi :
- 10 janvier 1970, victoire 11 à 9 contre l'équipe d'Écosse à Édimbourg
- 24 janvier, victoire 8 à 0 contre l'équipe d'Irlande à Paris
- 4 avril, défaite 11 à 6 contre l'équipe du pays de Galles à Cardiff
- 18 avril, victoire 35 à 13 contre l'équipe d'Angleterre à Paris.

## Points marqués par les Français

### Match contre l'Écosse
- Lucien Pariès (5 points) : 1 transformation, 1 drop
- Jean-Pierre Lux (3 points) : 1 essai
- Benoit Dauga (3 points) : 1 essai

### Match contre l'Irlande
- Lucien Pariès (5 points) : 1 transformation, 1 drop
- Jean Sillières (3 points) : 1 essai

### Match contre le pays de Galles
- Jack Cantoni (3 points) : 1 essai
- Jean-Marie Bonal (3 points) : 1 essai

### Match contre l'Angleterre
- Pierre Villepreux (14 points) : 4 transformations, 1 pénalité, 1 drop
- Jean-Louis Bérot (6 points) : 1 essai, 1 drop
- Jean-Marie Bonal (3 points) : 1 essai
- Roger Bourgarel (3 points) : 1 essai
- Jean Trillo (3 points) : 1 essai
- Benoit Dauga (3 points) : 1 essai
- Jean-Pierre Lux (3 points) : 1 essai

## Meilleurs marqueurs
- Pierre Villepreux : 14 points (1 drop, 1 pénalité, 4 transformations)
- Lucien Pariès : 10 points (2 drops, 2 transformations)
- Jean-Marie Bérot : 6 points (1 essai, 1 drop)
- Jean-Marie Bonal : 6 points (2 essais)
- Benoît Dauga : 6 points (2 essais).

## Meilleurs marqueurs d'essais
- Jean-Louis Bérot : 2 essais
- Jean-Marie Bonal : 2 essais
- Jean-Pierre Lux : 2 essais
- cinq joueurs à un essai.